# Satoshi Iwabuchi
Satoshi Iwabuchi (岩渕聡?, Iwabuchi, Satoshi; Kanagawa, 7 ottobre 1975) è un allenatore di tennis ed ex tennista giapponese.

## Carriera
In carriera ha vinto un titolo di doppio, il Japan Open Tennis Championships nel 2005, in coppia con il connazionale Takao Suzuki. Ha raggiunto in doppio la 125ª posizione della classifica ATP, mentre in singolare ha raggiunto il 223º posto.
In Coppa Davis ha disputato un totale di 22 partite, collezionando 13 vittorie e 9 sconfitte. Per la sua costanza nel rappresentare il proprio Paese nella competizione è stato insignito del Commitment Award.

## Statistiche

### Doppio

#### Vittorie (1)
| Numero | Anno           | Torneo                                 | Superficie | Compagno     | Avversari in finale      | Punteggio |
| 1.     | 9 ottobre 2005 | Japan Open Tennis Championships, Tokyo | Cemento    | Takao Suzuki | Simon Aspelin Todd Perry | 5-4, 5-4  |